# 토리 에드워즈
토리 에드워즈(Torri Edwards, 1977년 1월 31일~ )는 미국의 단거리 육상 선수이며, 2000년 시드니 올림픽 400m 릴레이 동메달리스트이다.

## 초기 경력
캘리포니아주 폰태나에서 태어난 에드워즈는 중학 시절 육상 팀에 가입할 때 단거리 달리기를 시작하였다. 포모나 고등학교 재학 중에 평균적인 선수였으나, 서던캘리포니아 대학교에 입학하여 육상 시즌에 100m와 200m 양종목에서 패시픽 10 타이틀을 우승하였다.

## 도핑 고발
에드워즈가 흥분제 복용을 한 사실이 밝혀지자, 2004년 7월 18일부터 2년 동안 출전을 금지당하여 아테네 올림픽을 놓치고 말았다.
2005년 11월 세계 반도핑청은 흥분제 위반 행위를 최대한 1년 금지로 떨어뜨렸을 때에 그녀의 2년간 출전 금지가 단축되었다. 그 후로부터 그녀는 자신의 상연을 향상시키는 데 향상제를 복용하지 않았다.

## 개인 최고 기록
- 100m - 10.78초(2008)
- 200m - 22.28초(2003)

## 2008년 올림픽
2008년 베이징 올림픽에서 열린 여자 100m에서 에드워즈는 자신이 잘못된 시작을 했다는 생각이 들었고, 보기에는 망설이면서 경기 임원들이 잘못된 시작이라고 부를 것이라고 믿었다.
결국 11.20초와 함께 8위로 오고, 최고 기록 10.78초를 보유한 육상 선수로서 평균 아래의 상연이었다.
또 다른 실망적인 일은 400m 릴레이 준결승전에서 에드워즈가 로린 윌리엄스로부터 배턴을 받을 때 떨어뜨려 미국 팀이 실격당하고 말았다.